# Tennis aux Jeux africains de 1978
Navigation
1973 1987
Les compétitions de tennis aux Jeux africains de 1978 ont lieu en juillet 1978 à Alger, en Algérie.

## Médaillés
| Simple messieurs | David Imonitie (NGA)                      | Tony Mmoh (NGA)                       | Mustapha Dislam (MAR) Nduka Odizor (NGA)     |  |  |  |
| Double messieurs | Nigeria Nduka Odizor David Imonitie       | Nigeria Tony Mmoh Kehinde Ajayi       | Algérie Abdesslam Mahmoudi Kamel Boudjemline |  |  |  |
| Double messieurs | Nigeria Nduka Odizor David Imonitie       | Nigeria Tony Mmoh Kehinde Ajayi       | Tunisie Aziz Zouhir Magid Marrouki           |  |  |  |
|                  |                                           |                                       |                                              |  |  |  |
| Simple dames     | Jane Davies-Doxzon (KEN)                  | Susan Wakhungu (KEN)                  | Yamina Hassan (ALG) Houda Abdellah (EGY)     |  |  |  |
| Double dames     | Kenya Jane Davies-Doxzon Suzanne Wakhungu | Algérie Samira Mahmoudi Yamina Hassan | Égypte Olfa Abdellah Houda Abdellah          |  |  |  |
| Double dames     | Kenya Jane Davies-Doxzon Suzanne Wakhungu | Algérie Samira Mahmoudi Yamina Hassan | Nigeria Cecilia Nnadozie Victoria Omoleme    |  |  |  |

## Tableau des médailles
| Rang  | Nation  | Or | Argent | Bronze | Total |
| ----- | ------- | -- | ------ | ------ | ----- |
| 1     | Nigeria | 2  | 2      | 2      | 6     |
| 2     | Kenya   | 2  | 1      | 0      | 3     |
| 3     | Algérie | 0  | 1      | 2      | 3     |
| 4     | Égypte  | 0  | 0      | 2      | 2     |
| 5     | Maroc   | 0  | 0      | 1      | 1     |
| 5     | Tunisie | 0  | 0      | 1      | 1     |
| Total | Total   | 4  | 4      | 8      | 16    |